# 4093 Bennett
4093 Bennett este un asteroid din centura principală, descoperit pe 4 noiembrie 1986 de Robert McNaught.